# Vacaville
Vacaville, fundada en 1892, es una ciudad ubicada en el condado de Solano en el estado estadounidense de California. En el año 2008 tenía una población de 92,919 habitantes y una densidad poblacional de 1,323.8 personas por km².

## Geografía
Vacaville se encuentra ubicada en las coordenadas 38°21′N 121°59′O / 38.350, -121.983. Según la Oficina del Censo, la ciudad tiene un área total de 70,2 km² (27,1 mi²), de la cual 70,2 km² (27,1 mi²) es tierra y 0 km² (0 mi²) (0%) es agua.